# Joey Fatone
Joseph Anthony "Joey" Fatone, Jr., född 28 januari 1977 i Brooklyn, New York, är en amerikansk sångare, dansare, skådespelare och TV-personlighet. Han var tidigare medlem i pojkbandet 'Nsync (1995–2002). 
Han är sedan den 9 september 2004 gift med Kelly Baldwin som han har döttrarna Briahna (född 2001) och Kloey (född 2010) med. Hans kollega Lance Bass är gudfar till döttrarna.

## Diskografi
Studioalbum med 'Nsync
- 'Nsync (1997)
- Home for Christmas (1998)
- No Strings Attached (2000)
- Celebrity (2001)

## Filmografi
Film
- Longshot (2000)
- On the Line (2001)
- My Big Fat Greek Wedding (2002)
- The Cooler (2003)
- Homie Spumoni (2006)
- My Big Fat Greek Wedding 2 (2016)
- Dead 7 (2016)
- Izzie's Way Home (2016)

TV
- My Big Fat Greek Life (2003, 1 episod: "The Empire Strikes Back")
- Shorty McShorts' Shorts (2006, tre episoder)
- Hannah Montana (2008, 1 episod: "Bye Bye Ball")
- Impractical Jokers (2014, 2016, 2017)
- Celebrity Family Feud (2017, 1 episod: "Boy Band vs. Girl Group")
- Impractical Jokers: After Party (2017 – )